# Charles-Emmanuel Serret
Charles-Emmanuel Serret (1824-1900) est un artiste peintre français, réputé pour ses dessins, pastels et lithographies représentant le monde de l'enfance, proches du courant impressionniste.

## Biographie
Fils d'un notaire originaire d'Aubenas, Charles est le deuxième fils d'une fratrie de onze enfants. Le premier, Philippe, fut journaliste à L'Univers et mourut en octobre 1890 à Versailles. Le troisième, Paul (1827-1898), fut mathématicien.
Charles est l'élève de Hippolyte Flandrin, Louis Lamothe et Pierre-Charles Comte. Il expose une première fois au Salon de Paris en 1861, deux portraits peints de jeune-fille signés « C. Serret ». En 1863, il fait partie des artistes du Salon des refusés. Exposant régulièrement des peintures représentant des scènes de genre relative à l'enfance, il change de médium en 1882, en présentant au Salon des artistes français une suite de lithographies ; peut-être s'agit-il là d'un projet d'album, Petites Filles et bébés de France. L'année suivante, il expose des séries de pastels, technique qu'il va développer jusqu'en 1892, date de son dernier salon, cette fois avec la Société nationale des beaux-arts. En 1888, il expose chez Durand-Ruel, saluée par Hugues Le Roux, et connaît son premier vrai succès. Le Salon de 1889 lui accorde une médaille et il devient membre de la Société des peintres-graveurs français.
Les années 1890 semblent être pour Serret la décennie de la reconnaissance. Le marchand Ambroise Vollard le prend dans sa galerie. Le critique Étienne Moreau-Nélaton le collectionne, et il est admiré par Léon Roger-Milès, Octave Mirbeau et Arsène Alexandre.

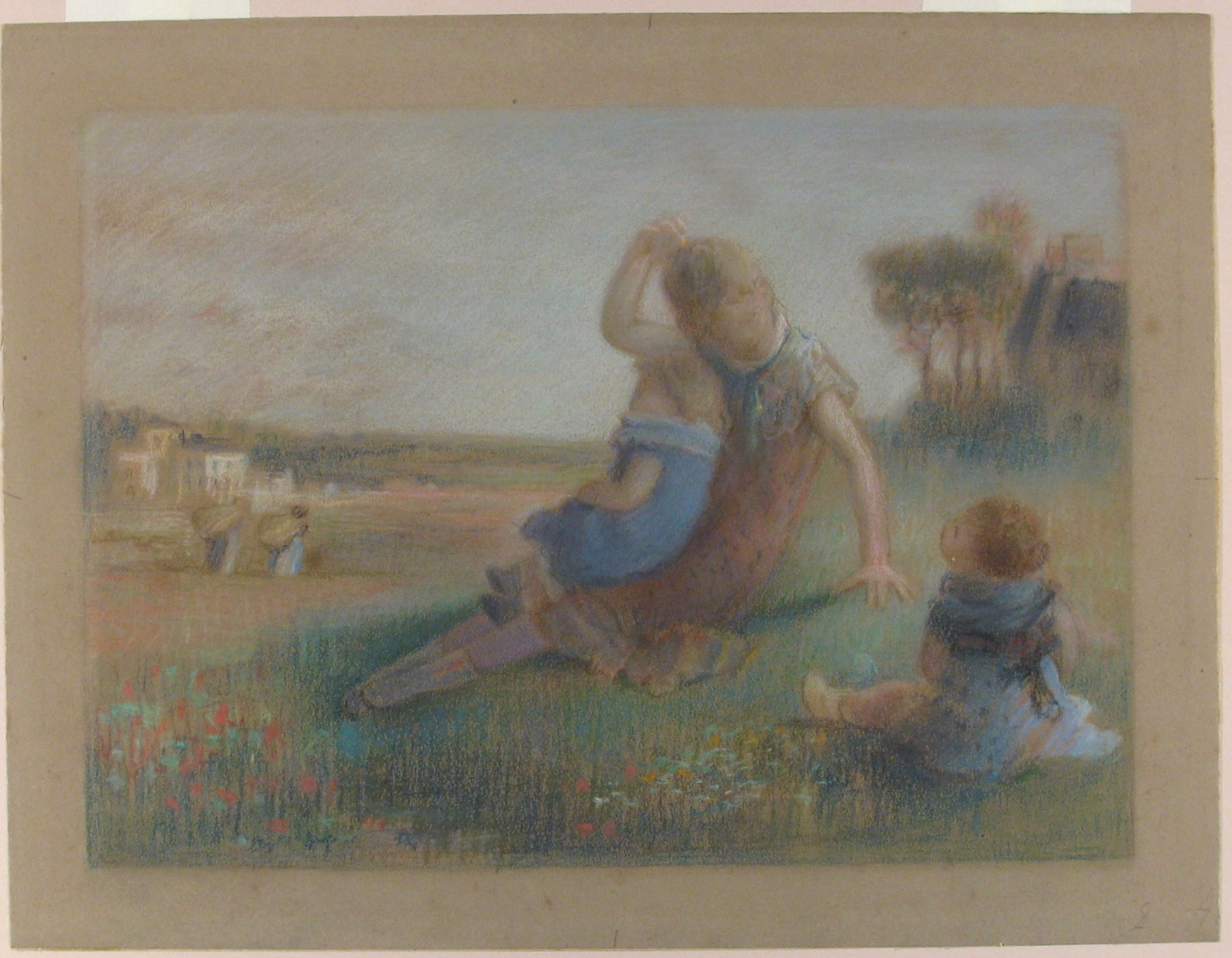
Trois enfants dans un paysage, pastel, avant 1900, MET.

Mort en janvier 1900 dans une maison de retraite située à Neuilly-sur-Seine, il est, à titre posthume, en 1907, parmi les œuvres de la collection Moreau-Nélaton exposées au musée du Louvre lors de la donation que fit ce dernier à l'institution. En 1913, ses pastels d'enfants sont parmi les dessins français exposés à l'Armory Show.

## Collections
- Amsterdam, Rijksmuseum[9]
- Beauvais, MUDO - Musée de l'Oise[10]
- New York, Metropolitan Museum of Art[11]
- Paris, musée d'Orsay[12]
- Paris, département des arts graphiques du musée du Louvre[13]
- Saint-Denis (La Réunion), musée Léon-Dierx[14]